# Săcălășeni
Săcălășeni es una comuna ubicada en el distrito de Maramureș, Rumania.

## Superficie
Cuenta con una superficie de 28,79 kilómetros cuadrados.

## Demografía
Hasta 2021 la población era de 2438 habitantes, con una densidad de población de 84,68 habitantes por kilómetro cuadrado.